# روسلين نغيسا
روسلين نغيسا (بالإنجليزية: Roselyn Ngissah)، هي مُمثلة غانية.

## روابط خارجية
روسلين نغيسا على موقع IMDb (الإنجليزية)